# Brontoscorpio
O brontoescorpião (Brontoscorpio anglicus) foi um escorpião aquático (talvez anfíbio) que viveu há 420 milhões de anos no que é atualmente a Europa. Media cerca de um metro de comprimento e deveria ser um grande predador. Sua aparência era extremamente próxima a dos escorpiões atuais, diferenciando-se por possuir dois grandes olhos compostos, ao invés os oito pequenos olhos simples das espécies atuais.[carece de fontes?]